# ريكاردو امبورتا
ريكاردو امبورتا (بالإيطالية: Riccardo Improta)‏ (19 ديسمبر 1993 بنابولي في إيطاليا - ) هو لاعب كرة قدم إيطالي في مركز الهجوم. شارك مع منتخب إيطاليا تحت 19 سنة لكرة القدم ومنتخب إيطاليا تحت 20 سنة لكرة القدم ومنتخب إيطاليا تحت 21 سنة لكرة القدم ومنتخب إيطاليا لكرة القدم للدرجة الثانية ‏. أما مع النوادي، فقد لعب مع كييفو فيرونا ونادي بادوفا ونادي بولونيا ونادي تشيزينا ونادي جنوى ويوفي ستابيا ولانشانو كالتشيو 1920 ‏.

## وصلات خارجية
- ريكاردو امبورتا على موقع قاعدة بيانات كرة القدم.إي يو (الإنجليزية)
- ريكاردو امبورتا على موقع Soccerway.com (الإنجليزية)
- ريكاردو امبورتا على موقع عالم كرة القدم.نت (الإنجليزية)
- ريكاردو امبورتا على موقع AS.com (الإسبانية)